# Antypater III
Antypater III (ur. ok. 33/32 p.n.e., zm. po 4 p.n.e.) – siostrzeniec Heroda Wielkiego.
Był synem Kostobara I, namiestnika Idumei i Gazy, i Salome I, siostry Heroda Wielkiego. Około 14 p.n.e. z inicjatywy matki poślubił Kypros II, córką Heroda Wielkiego. Wcześniej bezskutecznie próbowano ją wydać za Ferorasa, brata Heroda.
W 4 p.n.e. Antypater III przebywał w Rzymie, występując przed cesarzem Oktawianem Augustem jako oskarżyciel swojego kuzyna, Archealosa. Dalsze losy Antypatra III nie są znane. Przypuszcza się, że mógł osiąść w Askalonie.
Miał córkę Kypros IV, żonę Aleksasa III Helkiasza. Istnieje domysł, że miał jeszcze dwóch synów: Kostobara II i Saula.